# Stefan Lorenz Sorgner

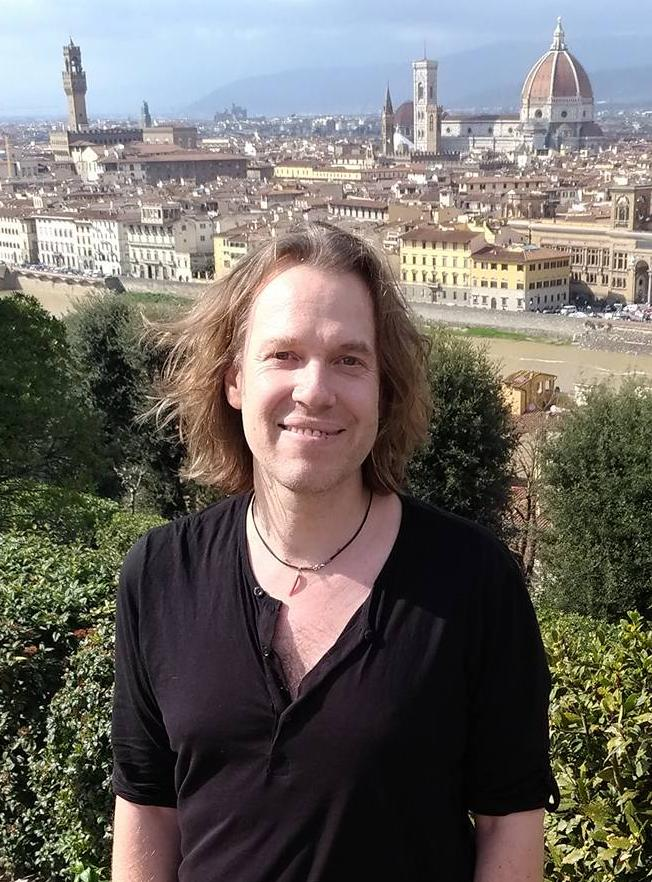
Stefan Lorenz Sorgner, 2018

Stefan Lorenz Sorgner (* 15. Oktober 1973 in Wetzlar) ist ein deutscher posthumanistischer und transhumanistischer Philosoph, ein Nietzsche-Forscher, Musikphilosoph und ein Experte im Bereich der Ethik der neuen Technologien.

## Leben
Stefan Lorenz Sorgner studierte nach eigenen Angaben Philosophie am King’s College London (BA), der University of Durham (MA by thesis), der Justus-Liebig-Universität Gießen und der Friedrich-Schiller-Universität Jena (Dr. phil.) Er vertrat die Fächer Philosophie und Ethik an den Universitäten Gießen, Jena, Klagenfurt und Erfurt. Sorgner ist Mitglied zahlreicher Editorial und Advisory Boards, u. a. Mitherausgeber der Reihe „Musikphilosophie“ beim Alber Verlag, Herausgeber der Reihe „Beyond Humanism: Trans- and Posthumanism / Jenseits des Humanismus: Trans- und Posthumanismus“ beim Verlag Peter Lang, Mitglied des Editorial Board (als Editorial Consultant) des „Journal of Evolution and Technology“. 
Bis 2016 lehrte er Medizinethik an der Universität Erlangen-Nürnberg. Seit dem Jahr 2016 unterrichtet er an einem US-amerikanischen Liberal Arts College, der John Cabot University.

## Philosophische Position
Nach Einschätzung von Rainer Zimmermann ist Sorgner „Deutschlands führender post- und transhumanistischer Philosoph“. Sorgner selbst kennzeichnet seine Position als „metahumanistischen“ Perspektivismus, eine Charakterisierung, die sowohl „Posthumanismus“ als auch „Transhumanismus“ umfassen soll. Sorgners Ausführungen zum Verhältnis von Nietzsche und dem Trans- bzw. Posthumanismus, sowie seine radikale Kritik der Menschenwürde und seine diesbezüglichen Revisionsvorschläge wurden mehrfach rezipiert. Den „Nihilismus“, dessen Aufstieg Nietzsche „treffend“ beschreibe, betrachtet Sorgner „durchaus als Gewinn“. „Dies bedeutet auch, dass dem vorherrschenden Konzept der Menschenwürde aus der Perspektive des Perspektivismus kein höherer Status hinsichtlich der Erkenntnis der Wahrheit in Korrespondenz zur Wirklichkeit zukommt als den Konzeptionen Adolf Hitlers oder Pol Pots.“

## Werke (Auswahl)
- Schöner neuer Mensch, Nicolai Publishing & Intelligence, 2018
- Menschenwürde nach Nietzsche, Darmstadt WBG, 2010
- Musik in der antiken Philosophie, Würzburg, Königshausen & Neumann, 2010
- Wagner und Nietzsche, Reinbek bei Hamburg, Rowohlt-Taschenbuch-Verlag, 2008
- Musik in der deutschen Philosophie, Stuttgart, Metzler, 2003
- Metaphysics without truth, München, Utz, 1999